# کسپر (فیلم)
کسپر (انگلیسی: Casper) فیلمی در ژانر کمدی، خانوادگی و فانتزی به کارگردانی برد سیلبرلینگ است که در سال ۱۹۹۵ منتشر شد.
فیلم در آمریکا و سایر کشورها اکران شد، و از لحاظ گیشه فروش خوبی داشته‌است.

## داستان
کارریگان کریتندن پس از مرگ پدرش، وارث نازپرورده و عصبی، متوجه می‌شود تنها چیزی که به ارث برده، عمارت وایپ‌استاف در شهر فرندشیپ ماین است، در حالی که تمام ثروت پدرش به خیریه‌ها رسیده. کارریگان و وکیلش دیبس نقشه‌ای در میان مدارک وصیت پیدا می‌کنند که از گنجی پنهان در عمارت خبر می‌دهد، اما می‌بینند عمارت توسط روحی دوست‌داشتنی به نام کاسپر و سه عموی شوخ‌اش (سه‌گانه روحی) تسخیر شده. آنها تلاش می‌کنند با کمک متخصصان علوم ماوراءطبیعه و تیم تخریب، ارواح را بیرون کنند، اما موفق نمی‌شوند.
کاسپر تنها، گزارشی تلویزیونی درباره جیمز هاروی، درمانگر علوم ماوراءطبیعه می‌بیند و به دختر نوجوانش کت علاقه‌مند می‌شود. این باعث می‌شود کاسپر کارریگان را ترغیب کند تا هاروی را به وایپ‌استاف دعوت کند. کت از شهرت پدرش و وسواس او برای ارتباط با روح همسر فقیدش آمالیا خوشش نمی‌آید. هاروی‌ها به عمارت نقل مکان می‌کنند، اما تلاش کاسپر برای دوستی با آنها وقتی شکست می‌خورد که عموهایش سعی می‌کنند آنها را بترسانند و فراری دهند، که در نهایت ناموفق است.
کاسپر اعتماد هاروی‌ها را وقتی جلب می‌کند که برایشان صبحانه درست می‌کند، و کت را تا مدرسه دنبال می‌کند، جایی که کت وقتی همکلاسی‌هایش می‌فهمند در وایپ‌استاف زندگی می‌کند محبوب می‌شود و قبول می‌کند مهمانی هالووین آنها را آنجا برگزار کند. همکلاسی‌اش امبر با دوستش ویک نقشه می‌کشند تا کت را حین مهمانی تحقیر کنند. هاروی جلسات درمانی با سه‌گانه روحی برگزار می‌کند که فاش می‌کنند آمالیا را می‌شناسند؛ در ازای متقاعد کردن کارریگان تا آنها را تنها بگذارد، قول می‌دهند هاروی را با همسرش دیدار دهند.
کت متوجه می‌شود کاسپر هیچ خاطره‌ای از زندگی‌اش ندارد، و اتاق بازی قدیمی‌اش در اتاق زیرشیروانی را بازسازی می‌کند تا به او یادآوری کند. کاسپر سورتمه چوبی قدیمی‌ای را که پدرش برایش خریده بود می‌شناسد، و یادش می‌آید که بیرون بازی می‌کرد تا اینکه سرما خورد شدید و از ذات‌الریه مرد، و تبدیل به روح شد تا همدم پدرش باشد. یک مقاله روزنامه نشان می‌دهد پدر کاسپر پس از ساختن دستگاهی به نام لازاروس که ادعا می‌کرد می‌تواند مردگان را زنده کند، از نظر قانونی دیوانه اعلام شده بود. کاسپر و کت به زیرزمین می‌روند و لازاروس را پیدا می‌کنند. کارریگان و دیبس مخفیانه داخل می‌شوند و فرمول قدرت‌دهنده دستگاه را می‌دزدند، و نقشه می‌کشند تا از آن برای جاودانگی خود استفاده کنند. اما سعی می‌کنند یکدیگر را بکشند تا نظریه را آزمایش کنند و گنجی را که فکر می‌کنند در گاوصندوق قفل‌شده زیرزمین است بردارند. این به جایی می‌رسد که کارریگان سعی می‌کند دیبس را با رنج‌روور خود زیر بگیرد، اما در عوض به درختی در کنار صخره برخورد می‌کند؛ وقتی از ماشین بیرون می‌آید، سقوط می‌کند و می‌میرد و تبدیل به روح می‌شود.
هاروی پس از اینکه سه‌گانه روحی سرش کلاه گذاشتند افسرده می‌شود، که باعث می‌شود آنها او را به شهر ببرند. آنها نقشه می‌کشند او را بکشند تا خودشان چهارتایی شوند، اما پس از اینکه درمانگر مست اعلام می‌کند به کارریگان خواهد گفت تا آنها را در خانه‌شان تنها بگذارد، نظرشان عوض می‌شود. اما هاروی تصادفاً سقوط می‌کند و می‌میرد.
در آزمایشگاه، کارریگان روحیه با کاسپر و کت روبرو می‌شود، چیزی را که فکر می‌کند گنج است از گاوصندوق می‌دزدد و وقتی دیبس سعی می‌کند دو رویی کند، او را از پنجره بیرون می‌اندازد. وقتی کارریگان تقاضا می‌کند زنده شود، کاسپر و کت به او یادآوری می‌کنند که گنج کاسپر کار ناتمام او بود و با به دست آوردنش کار ناتمامش تمام می‌شود، که باعث می‌شود به زندگی پس از مرگ پرتاب شود. گنج مشخص می‌شود که توپ بیسبال ارزشمند کاسپر است که توسط دوک اسنایدر امضا شده؛ نقشه بخشی از بازی‌ای بود که کاسپر با پدرش انجام می‌داد. هاروی، که حالا روح است و هنوز مست است، با عموهای کاسپر برمی‌گردد؛ پس از به هوش آوردنش، ناامیدی کت از این موضوع باعث می‌شود کاسپر تنها فرصت خود برای بازگشت به زندگی را فدا کند و هاروی را به جای خود زنده کند.
مهمانی هالووین در طبقه بالا شروع می‌شود؛ شوخی امبر و ویک توسط سه‌گانه روحی خنثی می‌شود، و آنها از ترس فرار می‌کنند. پسری با کت می‌رقصد، و مشخص می‌شود کاسپر است که موقتاً توسط آمالیا، که پس از مرگش تبدیل به فرشته شده بود، به شکل فیزیکی درآمده. آمالیا با هاروی ملاقات می‌کند، توضیح می‌دهد که سه‌گانه روحی به قول خود برای ملاقات او با آمالیا عمل کردند، و به او می‌گوید که وقتی زنده بود آنقدر از خانواده‌اش راضی بود که کار ناتمامی نداشت و بنابراین تبدیل به روح نشد. آمالیا با زنگ ساعت ده غروب می‌رود، به هاروی قول می‌دهد که او و کت روزی دوباره با هم خواهند بود؛ پس از بوسیدن کت، کاسپر دوباره به روح تبدیل می‌شود، سپس ناخواسته مهمانان کت را می‌ترساند. با این حال کت از مهمانی تحت تأثیر قرار می‌گیرد، و سه‌گانه روحی تم موسیقی برادرزاده‌شان را برای رقص آنها می‌نوازند.

## بازیگران
- بیل پولمن
- کریستینا ریچی
- دوون ساوا
- کتی موریارتی
- اریک آیدل
- ایمی برنمن
- چانسی لئوپاردی
- بن استاین
- براد گرت
- کلینت ایستوود
- دن اکروید
- دان نوولو
- فرد راجرز
- مل گیبسون